# João Pedro Mésseder
João Pedro Mésseder (Porto, 1957), nome literário de José António Gomes,  é um escritor português..

## Biografia
Professor Coordenador de Literatura da Escola Superior de Educação do Instituto Politécnico do Porto e investigador integrado do CIPEM / INET-md , é doutor em Literatura Portuguesa do século XX, pela Universidade Nova de Lisboa.